# Bundestagswahlkreis Mettmann II
Der Wahlkreis Mettmann II (Wahlkreis 104; bis zur Bundestagswahl 2021 Wahlkreis 105) ist ein Bundestagswahlkreis in Nordrhein-Westfalen und umfasst den nördlichen Teil des Kreises Mettmann. Dazu gehören die Stadt Ratingen sowie das niederbergische Land mit den Städten Velbert, Heiligenhaus und Wülfrath.

## Wahlkreisgeschichte
Seit der Bundestagswahl 1965 ist das Gebiet des Kreises Düsseldorf-Mettmann auf zwei Bundestagswahlkreise aufgeteilt. Dabei gehörte die kleinste Stadt des Wahlkreises, Wülfrath bis 1976 im Wahlkreis Düsseldorf-Mettmann II, während der größere Teil zu Düsseldorf-Mettmann I gezählt wurde. Bei den Bundestagswahlen von 1949 bis 1961 gehörten die Gemeinden des heutigen Wahlkreises zum Wahlkreis Düsseldorf-Mettmann.
| Wahl      | Wahlkreisname            | Gebiet |
| --------- | ------------------------ | --- |
| 1965–1976 | 72 Düsseldorf-Mettmann I | nordwestlicher Teil des Kreises Düsseldorf-Mettmann mit Ratingen, Velbert, Heiligenhaus, Kettwig einschließlich Mintard, Langenberg, Neviges, Amt Angerland einschließlich Angermund, Wittlaer und Lintorf, und dem Amt Hubbelrath einschließlich Homberg-Meiersberg |
| 1980–1998 | 73 Mettmann II           | nördlicher Teil des Kreises Mettmann mit Ratingen, Velbert, Heiligenhaus und Wülfrath |
| 2002–2009 | 106 Mettmann II          | nördlicher Teil des Kreises Mettmann mit Ratingen, Velbert, Heiligenhaus und Wülfrath |
| 2013–2021 | 105 Mettmann II          | nördlicher Teil des Kreises Mettmann mit Ratingen, Velbert, Heiligenhaus und Wülfrath |
| 2025–     | 104 Mettmann II          | nördlicher Teil des Kreises Mettmann mit Ratingen, Velbert, Heiligenhaus und Wülfrath |

## Wahlkreisabgeordnete
| Wahl | Abgeordneter | Abgeordneter         | Partei | Stimmen in % |
| ---- | ------------ | -------------------- | ------ | ------------ |
| 1965 |              | Willi Müser          | CDU    | 46,4         |
| 1969 |              | Heinz Pensky         | SPD    | 48,0         |
| 1972 | 53,5         | Heinz Pensky         | SPD    |              |
| 1976 | 46,5         | Heinz Pensky         | SPD    |              |
| 1980 | 48,3         | Heinz Pensky         | SPD    |              |
| 1983 |              | Heinz Schemken       | CDU    | 49,6         |
| 1987 | 49,0         | Heinz Schemken       | CDU    |              |
| 1990 | 49,3         | Heinz Schemken       | CDU    |              |
| 1994 | 47,9         | Heinz Schemken       | CDU    |              |
| 1998 |              | Regina Schmidt-Zadel | SPD    | 46,8         |
| 2002 |              | Kerstin Griese       | SPD    | 45,3         |
| 2005 | 43,5         | Kerstin Griese       | SPD    |              |
| 2009 |              | Peter Beyer          | CDU    | 39,8         |
| 2013 | 45,6         | Peter Beyer          | CDU    |              |
| 2017 | 39,3         | Peter Beyer          | CDU    |              |
| 2021 | 31,3         | Peter Beyer          | CDU    |              |
| 2025 | 35,9         | Peter Beyer          | CDU    |              |

## Wahlergebnisse

### Bundestagswahl 2025
Der Wahlkreis trägt bei der Bundestagswahl 2025 die Nummer 104.
| Kandidaten                      | Kandidaten               | Parteien/Listen     | Erststimmen | Erststimmen | Zweitstimmen | Zweitstimmen |
| Kandidaten                      | Kandidaten               | Parteien/Listen     | Stimmen     | %           | Stimmen      | %            |
| ------------------------------- | ------------------------ | ------------------- | ----------- | ----------- | ------------ | ------------ |
|                                 | Kerstin Griese           | SPD                 | 32.169      | 25,0        | 25.094       | 19,4         |
|                                 | Peter Beyergewählt im WK | CDU                 | 46.152      | 35,9        | 41.357       | 32,0         |
|                                 | Ophelia Nick             | GRÜNE               | 14.237      | 11,1        | 14.517       | 11,2         |
|                                 | Alexander Steffen        | FDP                 | 5.007       | 3,9         | 6.817        | 5,3          |
|                                 | Hans Bernhard Ulrich     | AfD                 | 22.097      | 17,2        | 21.731       | 16,8         |
|                                 | Birgit Onori             | Die Linke           | 8.542       | 6,6         | 9.159        | 7,1          |
|                                 | –                        | Tierschutzpartei    | –           | –           | 1.767        | 1,4          |
|                                 | –                        | Die PARTEI          | –           | –           | 728          | 0,6          |
|                                 | –                        | dieBasis            | –           | –           | 225          | 0,2          |
|                                 | –                        | Team Todenhöfer     | –           | –           | 241          | 0,2          |
|                                 | –                        | FREIE WÄHLER        | –           | –           | 500          | 0,4          |
|                                 | –                        | Volt                | –           | –           | 837          | 0,6          |
|                                 | Horst Dotten             | MLPD                | 422         | 0,3         | 76           | 0,1          |
|                                 | –                        | PdF                 | –           | –           | 249          | 0,2          |
|                                 | –                        | BÜNDNIS DEUTSCHLAND | –           | –           | 129          | 0,1          |
|                                 | –                        | BSW                 | –           | –           | 5.533        | 4,3          |
|                                 | –                        | MERA25              | –           | –           | 55           | 0,0          |
|                                 | –                        | WerteUnion          | –           | –           | 80           | 0,1          |
| Gesamt                          | Gesamt                   | Gesamt              | 128.626     | 100         | 129.095      | 100          |
|                                 |                          |                     |             |             |              |              |
| Ungültige Stimmen               | Ungültige Stimmen        | Ungültige Stimmen   | 1.221       | 0,9         | 752          | 0,6          |
| Wähler                          | Wähler                   | Wähler              | 129.847     | 82,8        | 129.847      | 82,8         |
| Wahlberechtigte                 | Wahlberechtigte          | Wahlberechtigte     | 156.872     |             | 156.872      |              |
|                                 |                          |                     |             |             |              |              |
| Quellen: Die Bundeswahlleiterin |                          |                     |             |             |              |              |

### Bundestagswahl 2017
| Gegenstand der Nachweisung | Gegenstand der Nachweisung | Erst- stimmen | Erst- stimmen | Zweit- stimmen | Zweit- stimmen |
| Bewerber                   | Partei                     | Anzahl        | %             | Anzahl         | %              |
| -------------------------- | -------------------------- | ------------- | ------------- | -------------- | -------------- |
| Wahlberechtigte            | Wahlberechtigte            | 163.229       | 100,0         | 163.229        | 100,0          |
| Wähler                     | Wähler                     | 125.496       | 76,9          | 125.496        | 76,9           |
| Ungültige Stimmen          | Ungültige Stimmen          | 1.510         | 1,2           | 1.056          | 0,8            |
| Gültige Stimmen            | Gültige Stimmen            | 123.986       | 100,0         | 124.440        | 100,0          |
| davon                      |                            |               |               |                |                |
| Peter Beyer                | CDU                        | 48.689        | 39,3          | 40.601         | 32,6           |
| Kerstin Griese             | SPD                        | 37.468        | 30,2          | 30.492         | 24,5           |
| Ophelia Nick               | GRÜNE                      | 7.567         | 6,1           | 8.599          | 6,9            |
| Rainer Köster              | DIE LINKE                  | 6.825         | 5,5           | 8.458          | 6,8            |
| Anna-Tina Pannes           | FDP                        | 10.795        | 8,7           | 19.691         | 15,8           |
| Bernd Ulrich               | AfD                        | 11.143        | 9,0           | 11.926         | 9,6            |
| Frank Herrmann             | PIRATEN                    | 1.451         | 1,2           | 630            | 0,5            |
|                            | NPD                        | –             | –             | 252            | 0,2            |
|                            | Die PARTEI                 | –             | –             | 822            | 0,7            |
|                            | FREIE WÄHLER               | –             | –             | 294            | 0,2            |
|                            | Volksabstimmung            | –             | –             | 114            | 0,1            |
|                            | ÖDP                        | –             | –             | 122            | 0,1            |
|                            | MLPD                       | –             | –             | 73             | 0,1            |
|                            | SGP                        | –             | –             | 13             | 0,0            |
|                            | ADD                        | –             | –             | 493            | 0,4            |
|                            | BGE                        | –             | –             | 98             | 0,1            |
|                            | DiB                        | –             | –             | 121            | 0,1            |
|                            | DKP                        | –             | –             | 15             | 0,0            |
|                            | DM                         | –             | –             | 140            | 0,1            |
|                            | Die Humanisten             | –             | –             | 56             | 0,0            |
|                            | Gesundheitsforschung       | –             | –             | 118            | 0,1            |
|                            | Tierschutzpartei           | –             | –             | 1.186          | 1,0            |
|                            | V-Partei³                  | –             | –             | 126            | 0,1            |
| Dirk Willing               | Einzelbewerber             | 48            | 0,0           | –              | –              |

### Bundestagswahl 2013
| Gegenstand der Nachweisung | Gegenstand der Nachweisung | Erst- stimmen | Erst- stimmen | Zweit- stimmen | Zweit- stimmen |
| Bewerber                   | Partei                     | Anzahl        | %             | Anzahl         | %              |
| -------------------------- | -------------------------- | ------------- | ------------- | -------------- | -------------- |
| Wahlberechtigte            | Wahlberechtigte            | 165.493       | 100,0         | 165.493        | 100,0          |
| Wähler                     | Wähler                     | 123.036       | 74,3          | 123.036        | 74,3           |
| Ungültige Stimmen          | Ungültige Stimmen          | 1.657         | 1,3           | 1.382          | 1,1            |
| Gültige Stimmen            | Gültige Stimmen            | 121.379       | 100,0         | 121.654        | 100,0          |
| davon                      |                            |               |               |                |                |
| Peter Beyer                | CDU                        | 55.307        | 45,6          | 50.254         | 41,3           |
| Kerstin Griese             | SPD                        | 45.091        | 37,1          | 37.580         | 30,9           |
| Jörg Weisse                | FDP                        | 2.920         | 2,4           | 7.421          | 6,1            |
| Michael Remmert            | Bündnis 90/Die Grünen      | 5.987         | 4,9           | 8.408          | 6,9            |
| Serdar Boztemur            | Die Linke                  | 5.166         | 4,3           | 6.646          | 5,5            |
| Gabriel Heinzmann-Jiménez  | Piratenpartei Deutschland  | 2.997         | 2,5           | 2.655          | 2,2            |
|                            | NPD                        | –             | –             | 1.097          | 0,9            |
|                            | REP                        | –             | –             | 197            | 0,2            |
|                            | Bündnis 21/RRP             | –             | –             | 55             | 0,0            |
|                            | Volksabstimmung            | –             | –             | 212            | 0,2            |
|                            | ÖDP                        | –             | –             | 147            | 0,1            |
|                            | MLPD                       | –             | –             | 31             | 0,0            |
|                            | BüSo                       | –             | –             | 26             | 0,0            |
|                            | PSG                        | –             | –             | 21             | 0,0            |
| Christiane Geb             | AfD                        | 3.911         | 3,2           | 5.730          | 4,7            |
|                            | BIG                        | –             | –             | 96             | 0,1            |
|                            | pro Deutschland            | –             | –             | 245            | 0,2            |
|                            | DIE RECHTE                 | –             | –             | 39             | 0,0            |
|                            | FREIE WÄHLER               | –             | –             | 197            | 0,2            |
|                            | Nichtwähler                | –             | –             | 176            | 0,1            |
|                            | PDV                        | –             | –             | 74             | 0,1            |
|                            | Die PARTEI                 | –             | –             | 347            | 0,3            |

### Bundestagswahl 2009
| Gegenstand der Nachweisung | Gegenstand der Nachweisung | Erst- stimmen | Erst- stimmen | Zweit- stimmen | Zweit- stimmen |
| Bewerber                   | Partei                     | Anzahl        | %             | Anzahl         | %              |
| -------------------------- | -------------------------- | ------------- | ------------- | -------------- | -------------- |
| Wahlberechtigte            | Wahlberechtigte            | 168.402       | 100,0         | 168.402        | 100,0          |
| Wähler                     | Wähler                     | 122.690       | 72,9          | 122.690        | 72,9           |
| Ungültige Stimmen          | Ungültige Stimmen          | 1.541         | 1,3           | 1.261          | 1,0            |
| Gültige Stimmen            | Gültige Stimmen            | 121.149       | 100,0         | 121.429        | 100,0          |
| davon                      |                            |               |               |                |                |
| Kerstin Griese             | SPD                        | 43.173        | 35,6          | 32.740         | 27,0           |
| Peter Beyer                | CDU                        | 48.276        | 39,8          | 40.999         | 33,8           |
| Dirk Wedel                 | FDP                        | 11.332        | 9,4           | 20.574         | 16,9           |
| Mareike Grigo              | GRÜNE                      | 8.447         | 7,0           | 11.350         | 9,3            |
| Martin Behnke              | DIE LINKE                  | 8.418         | 6,9           | 9.839          | 8,1            |
| Markus Born                | NPD                        | 1.503         | 1,2           | 1.061          | 0,9            |
|                            | Die Tierschutzpartei       | –             | –             | 756            | 0,6            |
|                            | FAMILIE                    | –             | –             | 596            | 0,5            |
|                            | REP                        | –             | –             | 467            | 0,4            |
|                            | Volksabstimmung            | –             | –             | 122            | 0,1            |
|                            | MLPD                       | –             | –             | 28             | 0,0            |
|                            | PSG                        | –             | –             | 20             | 0,0            |
|                            | ZENTRUM                    | –             | –             | 94             | 0,1            |
|                            | BüSo                       | –             | –             | 28             | 0,0            |
|                            | DVU                        | –             | –             | 84             | 0,1            |
|                            | ödp                        | –             | –             | 95             | 0,1            |
|                            | PIRATEN                    | –             | –             | 1.955          | 1,6            |
|                            | RRP                        | –             | –             | 199            | 0,2            |
|                            | RENTNER                    | –             | –             | 422            | 0,3            |

### Bundestagswahl 2005
| Gegenstand der Nachweisung | Gegenstand der Nachweisung | Erst- stimmen | Erst- stimmen | Zweit- stimmen | Zweit- stimmen |
| Bewerber                   | Partei                     | Anzahl        | %             | Anzahl         | %              |
| -------------------------- | -------------------------- | ------------- | ------------- | -------------- | -------------- |
| Wahlberechtigte            | Wahlberechtigte            | 170.221       | 100,0         | 170.221        | 100,0          |
| Wähler                     | Wähler                     | 135.236       | 79,4          | 135.236        | 79,4           |
| Ungültige Stimmen          | Ungültige Stimmen          | 1.476         | 1,1           | 1.220          | 0,9            |
| Gültige Stimmen            | Gültige Stimmen            | 133.760       | 100,0         | 134.016        | 100,0          |
| davon                      |                            |               |               |                |                |
| Kerstin Griese             | SPD                        | 58.157        | 43,5          | 51.750         | 38,6           |
| Ewald Vielhaus             | CDU                        | 55.728        | 41,7          | 47.366         | 35,3           |
| Detlef Parr                | FDP                        | 7.120         | 5,3           | 15.867         | 11,8           |
| Alfons Wilhelm Kuhles      | GRÜNE                      | 5.188         | 3,9           | 8.806          | 6,6            |
| Klaus H. Jann              | Die Linke.                 | 6.321         | 4,7           | 6.668          | 5,0            |
|                            | REP                        | –             | –             | 474            | 0,4            |
|                            | Die Tierschutzpartei       | –             | –             | 597            | 0,4            |
| Ralf-Peter Zecher          | NPD                        | 1.246         | 0,9           | 885            | 0,7            |
|                            | FAMILIE                    | –             | –             | 487            | 0,4            |
|                            | GRAUE                      | –             | –             | 632            | 0,5            |
|                            | PBC                        | –             | –             | 161            | 0,1            |
|                            | ZENTRUM                    | –             | –             | 46             | 0,0            |
|                            | BüSo                       | –             | –             | 27             | 0,0            |
|                            | Deutschland                | –             | –             | 129            | 0,1            |
|                            | MLPD                       | –             | –             | 61             | 0,0            |
|                            | PSG                        | –             | –             | 60             | 0,0            |

### Bundestagswahl 2002
| Gegenstand der Nachweisung | Gegenstand der Nachweisung | Erst- stimmen | Erst- stimmen | Zweit- stimmen | Zweit- stimmen |
| Bewerber                   | Partei                     | Anzahl        | %             | Anzahl         | %              |
| -------------------------- | -------------------------- | ------------- | ------------- | -------------- | -------------- |
| Wahlberechtigte            | Wahlberechtigte            | 171.143       | 100,0         | 171.143        | 100,0          |
| Wähler                     | Wähler                     | 139.814       | 81,7          | 139.814        | 81,7           |
| Ungültige Stimmen          | Ungültige Stimmen          | 1.294         | 0,9           | 987            | 0,7            |
| Gültige Stimmen            | Gültige Stimmen            | 138.520       | 100,0         | 138.827        | 100,0          |
| davon                      |                            |               |               |                |                |
| Kerstin Griese             | SPD                        | 62.777        | 45,3          | 57.488         | 41,4           |
| Christian Richartz         | CDU                        | 56.285        | 40,6          | 49.739         | 35,8           |
| Detlef Parr                | FDP                        | 9.882         | 7,1           | 15.199         | 10,9           |
| Siegfried Leittretter      | GRÜNE                      | 6.073         | 4,4           | 11.170         | 8,0            |
| Siegfried Stoff            | PDS                        | 1.546         | 1,1           | 1.717          | 1,2            |
|                            | REP                        | –             | –             | 483            | 0,3            |
| Dirk Merle                 | GRAUE                      | 776           | 0,6           | 422            | 0,3            |
|                            | Die Tierschutzpartei       | –             | –             | 432            | 0,3            |
|                            | FAMILIE                    | –             | –             | 257            | 0,2            |
|                            | NPD                        | –             | –             | 603            | 0,4            |
|                            | PBC                        | –             | –             | 266            | 0,2            |
|                            | ödp                        | –             | –             | 50             | 0,0            |
|                            | CM                         | –             | –             | 60             | 0,0            |
|                            | DIE FRAUEN                 | –             | –             | 139            | 0,1            |
|                            | BüSo                       | –             | –             | 23             | 0,0            |
|                            | Die Violetten              | –             | –             | 34             | 0,0            |
|                            | ZENTRUM                    | –             | –             | 49             | 0,0            |
|                            | HP                         | –             | –             | 20             | 0,0            |
| Arnd Bogatzki              | Schill                     | 860           | 0,6           | 676            | 0,5            |
| Markus Andreas Rykalski    | Einzelbewerber             | 321           | 0,2           | –              | –              |

### Bundestagswahl 1998
| Gegenstand der Nachweisung | Gegenstand der Nachweisung | Erst- stimmen | Erst- stimmen | Zweit- stimmen | Zweit- stimmen |
| Bewerber                   | Partei                     | Anzahl        | %             | Anzahl         | %              |
| -------------------------- | -------------------------- | ------------- | ------------- | -------------- | -------------- |
| Wahlberechtigte            | Wahlberechtigte            | 170.641       | 100,0         | 170.641        | 100,0          |
| Wähler                     | Wähler                     | 145.835       | 85,5          | 145.835        | 85,5           |
| Ungültige Stimmen          | Ungültige Stimmen          | 1.733         | 1,2           | 1.358          | 0,9            |
| Gültige Stimmen            | Gültige Stimmen            | 144.102       | 100,0         | 144.477        | 100,0          |
| davon                      |                            |               |               |                |                |
| Regina Schmidt-Zadel       | SPD                        | 67.456        | 46,8          | 66.782         | 46,2           |
| Heinz Schemken             | CDU                        | 63.036        | 43,7          | 48.367         | 33,5           |
| Detlef Parr                | F.D.P.                     | 3.938         | 2,7           | 13.128         | 9,1            |
| Siegfried Leittretter      | GRÜNE                      | 5.526         | 3,8           | 8.466          | 5,9            |
| Michael Eckert             | PDS                        | 1.570         | 1,1           | 1.766          | 1,2            |
|                            | Deutschland                | –             | –             | 64             | 0,0            |
|                            | APPD                       | –             | –             | 109            | 0,1            |
|                            | BüSo                       | –             | –             | 29             | 0,0            |
|                            | BFB – Die Offensive        | –             | –             | 115            | 0,1            |
|                            | Chance 2000                | –             | –             | 98             | 0,1            |
|                            | CM                         | –             | –             | 83             | 0,1            |
|                            | DVU                        | –             | –             | 1.492          | 1,0            |
| Ernst Otto Wolfshohl       | GRAUE                      | 707           | 0,5           | 484            | 0,3            |
| Hans Martin Kretschmer     | REP                        | 1.869         | 1,3           | 1.488          | 1,0            |
|                            | FAMILIE                    | –             | –             | 263            | 0,2            |
|                            | DIE FRAUEN                 | –             | –             | 103            | 0,1            |
|                            | Pro DM                     | –             | –             | 668            | 0,5            |
|                            | MLPD                       | –             | –             | 24             | 0,0            |
|                            | Tierschutz                 | –             | –             | 346            | 0,2            |
|                            | NPD                        | –             | –             | 190            | 0,1            |
|                            | NATURGESETZ                | –             | –             | 50             | 0,0            |
|                            | ödp                        | –             | –             | 60             | 0,0            |
|                            | PBC                        | –             | –             | 150            | 0,1            |
|                            | Nichtwähler                | –             | –             | 145            | 0,1            |
|                            | PSG                        | –             | –             | 7              | 0,0            |

### Bundestagswahl 1994
| Gegenstand der Nachweisung     | Gegenstand der Nachweisung | Erst- stimmen | Erst- stimmen | Zweit- stimmen | Zweit- stimmen |
| Bewerber                       | Partei                     | Anzahl        | %             | Anzahl         | %              |
| ------------------------------ | -------------------------- | ------------- | ------------- | -------------- | -------------- |
| Wahlberechtigte                | Wahlberechtigte            | 171.510       | 100,0         | 171.510        | 100,0          |
| Wähler                         | Wähler                     | 141.922       | 82,7          | 141.922        | 82,7           |
| Ungültige Stimmen              | Ungültige Stimmen          | 2.748         | 1,9           | 2.270          | 1,6            |
| Gültige Stimmen                | Gültige Stimmen            | 139.174       | 100,0         | 139.652        | 100,0          |
| davon                          |                            |               |               |                |                |
| Regina-Hildegard Schmidt-Zadel | SPD                        | 57.495        | 41,3          | 57.145         | 40,9           |
| Heinz Schemken                 | CDU                        | 66.687        | 47,9          | 53.476         | 38,3           |
| Detlef Parr                    | F.D.P.                     | 4.209         | 3,0           | 14.018         | 10,0           |
| Siegfried Leittretter          | GRÜNE                      | 7.898         | 5,7           | 9.492          | 6,8            |
| Franz Ludwig                   | REP                        | 1.746         | 1,3           | 1.875          | 1,3            |
|                                | PDS                        | –             | –             | 1.457          | 1,0            |
|                                | Solidarität                | –             | –             | 41             | 0,0            |
|                                | BSA                        | –             | –             | 13             | 0,0            |
|                                | CM                         | –             | –             | 83             | 0,1            |
|                                | ZENTRUM                    | –             | –             | 36             | 0,0            |
| Barbara Heimes                 | DIE GRAUEN                 | 764           | 0,5           | 793            | 0,6            |
| Joachim Andreas Pfahl          | NATURGESETZ                | 271           | 0,2           | 113            | 0,1            |
|                                | MLPD                       | –             | –             | 20             | 0,0            |
|                                | Die Tierschutzpartei       | –             | –             | 457            | 0,3            |
|                                | ÖDP                        | –             | –             | 140            | 0,1            |
|                                | PBC                        | –             | –             | 151            | 0,1            |
|                                | STATT Partei               | –             | –             | 342            | 0,2            |
| Udo Klein                      | DEMOKRATEN                 | 104           | 0,1           | –              | –              |

### Bundestagswahl 1990
| Gegenstand der Nachweisung | Gegenstand der Nachweisung | Erst- stimmen | Erst- stimmen | Zweit- stimmen | Zweit- stimmen |
| Bewerber                   | Partei                     | Anzahl        | %             | Anzahl         | %              |
| -------------------------- | -------------------------- | ------------- | ------------- | -------------- | -------------- |
| Wahlberechtigte            | Wahlberechtigte            | 175.683       | 100,0         | 175.683        | 100,0          |
| Wähler                     | Wähler                     | 139.247       | 79,3          | 139.247        | 79,3           |
| Ungültige Stimmen          | Ungültige Stimmen          | 1.488         | 1,1           | 1.317          | 0,9            |
| Gültige Stimmen            | Gültige Stimmen            | 137.759       | 100,0         | 137.930        | 100,0          |
| davon                      |                            |               |               |                |                |
| Regina Schmidt-Zadel       | SPD                        | 53.262        | 38,7          | 53.677         | 38,9           |
| Heinz Schemken             | CDU                        | 67.866        | 49,3          | 56.376         | 40,9           |
| Detlef Parr                | F.D.P.                     | 8.379         | 6,1           | 18.199         | 13,2           |
| Andreas Müller             | GRÜNE                      | 6.823         | 5,0           | 5.456          | 4,0            |
|                            | CM                         | –             | –             | 165            | 0,1            |
|                            | DIE GRAUEN                 | –             | –             | 941            | 0,7            |
|                            | REP                        | –             | –             | 1.713          | 1,2            |
|                            | FRAUEN                     | –             | –             | 215            | 0,2            |
| Jochen Schöning            | NPD                        | 969           | 0,7           | 430            | 0,3            |
| Alfred Schmitz             | ÖDP                        | 460           | 0,3           | 298            | 0,2            |
|                            | PDS                        | –             | –             | 421            | 0,3            |
|                            | Patrioten                  | –             | –             | 19             | 0,0            |
|                            | VAA                        | –             | –             | 20             | 0,0            |

### Bundestagswahl 1987
| Gegenstand der Nachweisung | Gegenstand der Nachweisung | Erst- stimmen | Erst- stimmen | Zweit- stimmen | Zweit- stimmen |
| Bewerber                   | Partei                     | Anzahl        | %             | Anzahl         | %              |
| -------------------------- | -------------------------- | ------------- | ------------- | -------------- | -------------- |
| Wahlberechtigte            | Wahlberechtigte            | 172.349       | 100,0         | 172.349        | 100,0          |
| Wähler                     | Wähler                     | 146.975       | 85,3          | 146.975        | 85,3           |
| Ungültige Stimmen          | Ungültige Stimmen          | 1.365         | 0,9           | 1.068          | 0,7            |
| Gültige Stimmen            | Gültige Stimmen            | 145.610       | 100,0         | 145.907        | 100,0          |
| davon                      |                            |               |               |                |                |
| Heinz Schemken             | CDU                        | 71.327        | 49,0          | 58.482         | 40,1           |
| Regina Schmidt-Zadel       | SPD                        | 59.738        | 41,0          | 60.488         | 41,5           |
| Helga Schniewind           | F.D.P.                     | 5.820         | 4,0           | 15.125         | 10,4           |
| Axel Keimling              | GRÜNE                      | 8.003         | 5,5           | 10.545         | 7,2            |
|                            | ZENTRUM                    | –             | –             | 120            | 0,1            |
|                            | Mündige Bürger             | –             | –             | 92             | 0,1            |
|                            | FRAUEN                     | –             | –             | 255            | 0,2            |
|                            | MLPD                       | –             | –             | 35             | 0,0            |
|                            | NPD                        | –             | –             | 536            | 0,4            |
|                            | ÖDP                        | –             | –             | 186            | 0,1            |
|                            | Patrioten                  | –             | –             | 43             | 0,0            |
| Hartmut Langensiepen       | FRIEDEN                    | 724           | 0,5           | –              | –              |